# Пшисталовиці-Дужі
Пшисталовиці-Дужі (пол. Przystałowice Duże) — село в Польщі, у гміні Кльвув Пшисуського повіту Мазовецького воєводства.
Населення — 215 осіб (2011).
У 1975-1998 роках село належало до Радомського воєводства.

## Демографія
Демографічна структура станом на 31 березня 2011 року:
|          | Загалом | Допрацездатний вік | Працездатний вік | Постпрацездатний вік |
| -------- | ------- | ------------------ | ---------------- | -------------------- |
| Чоловіки | 102     | 21                 | 68               | 13                   |
| Жінки    | 113     | 25                 | 56               | 32                   |
| Разом    | 215     | 46                 | 124              | 45                   |